# Euphranta meringae
Euphranta meringae är en tvåvingeart som beskrevs av Permkam och Albany Hancock 1995. Euphranta meringae ingår i släktet Euphranta och familjen borrflugor. Inga underarter finns listade i Catalogue of Life.